# Adesmus phoebinus
Adesmus phoebinus är en skalbaggsart som först beskrevs av Aurivillius 1900.  Adesmus phoebinus ingår i släktet Adesmus och familjen långhorningar.
Artens utbredningsområde är Venezuela. Inga underarter finns listade i Catalogue of Life.